# Богенхаузенський цвинтар
Богенхаузенський цвинтар (нім. Bogenhausener Friedhof, також нім. Friedhof Bogenhausen, або Цвинтар Святого Георга (нім. Friedhof St.-Georg) — невеликий за розмірами цвинтар при церкві Святого Георга в мюнхенському районі Богенхаузен.
Цвинтар був закладений приблизно в IX столітті для поховання жителів села Богенхаузен, яке у 1892 році увійшло до складу Мюнхена. У 1952 році було проведено повну реконструкцію цвинтаря. З середини XX століття Богенхаузенський цвинтар став місцем останнього заспокоєння багатьох відомих діячів культури та мистецтва.